# 거창 초계정씨 종가 소장 고문서
거창 초계정씨 종가 소장 고문서(居昌 草溪鄭氏 宗家 所藏 古文書)는 대한민국 경상남도 거창군에 있던 고문서이다. 
1997년 1월 30일 경상남도의 유형문화재 제320호로 지정되었다가, 한국학중앙연구원으로 관외 반출됨에 따라 2015년 2월 12일 문화재 지정이 해제되었다.

## 개요
고려 후기의 관료인 정준(鄭悛) 선생의 『동방록』과 교지류 10매, 필첩류 4책 등 초계 정씨 종가에서 소장하고 있는 고문서 26점이다.
『동방록』 즉 『우왕3년정사감시방목(禑王三年丁巳監試榜目)』(1377)은 인조仁祖가 중국 청태종 앞에 나가 항복하는 치욕적인 화의(和議)가 성립되자 자결을 시도 했던 척화파 정온(鄭蘊)이 남한산성에서 낙향하여 말년을 보냈던 모리재(某里齋, 경남유형문화재 제307호)에 보관되어 있었는데, 1704년 화재 때 일부가 불에 탄 흔적이 남아 있다. 과거에 급제자 명부인 이 방목은 현존 최고最古의 것으로, 고려말 조선초의 사회상과 제도사를 이해하는 데 중요한 자료이다. 배접(背接)장지의 절첩식 제본이며 일부 결실되었다. 크기는 27.5×41.5cm에 12장 24면으로 되어 있고, 뒷부분에는 6개의 다른 방목이 적혀 있다.
교지는 1403년(태종 3), 1404년, 1407년, 1409년에 제수된 정준(鄭俊)의 4점, 1462년(세조 8), 1463년, 1479년(성종 10)에 제수된 정종아의 2점, 1468년, 1476년(성종 7)에 관직에 제수된 정옥견(鄭玉堅)의 2점, 그리고 동계 정온(鄭蘊, 1569~1641)에게 1626년(인조 4)에 제수된 1점 등 모두 10점이다.
그리고 필첩류(筆帖類)는 갑인유사甲寅遺事 1책, 삼세가중간독(三世家中簡牘) 1책, 삼세가중구사(三世家中舊事) 1책, 선대유묵(先代遺墨) 1책 등 4책이다. 즉 정온의 갑인봉사(초고)외 정온 부자(父子) 3대에 걸친 가문과 역사연구에 귀중한 고문서이다.

## 참고 문헌
- 거창 초계정씨 종가 소장 고문서 - 국가유산청 국가유산포털